# Hedysarum hedysaroides
Hedysarum hedysaroides är en ärtväxtart som först beskrevs av Carl von Linné, och fick sitt nu gällande namn av Schinz och Albert Thellung. Enligt Catalogue of Life ingår Hedysarum hedysaroides i släktet buskväpplingar och familjen ärtväxter, men enligt Dyntaxa är tillhörigheten istället släktet buskväpplingar och familjen ärtväxter. Arten har ej påträffats i Sverige.

## Underarter
Arten delas in i följande underarter:
- H. h. arcticum
- H. h. exaltatum
- H. h. hedysaroides

## Bildgalleri

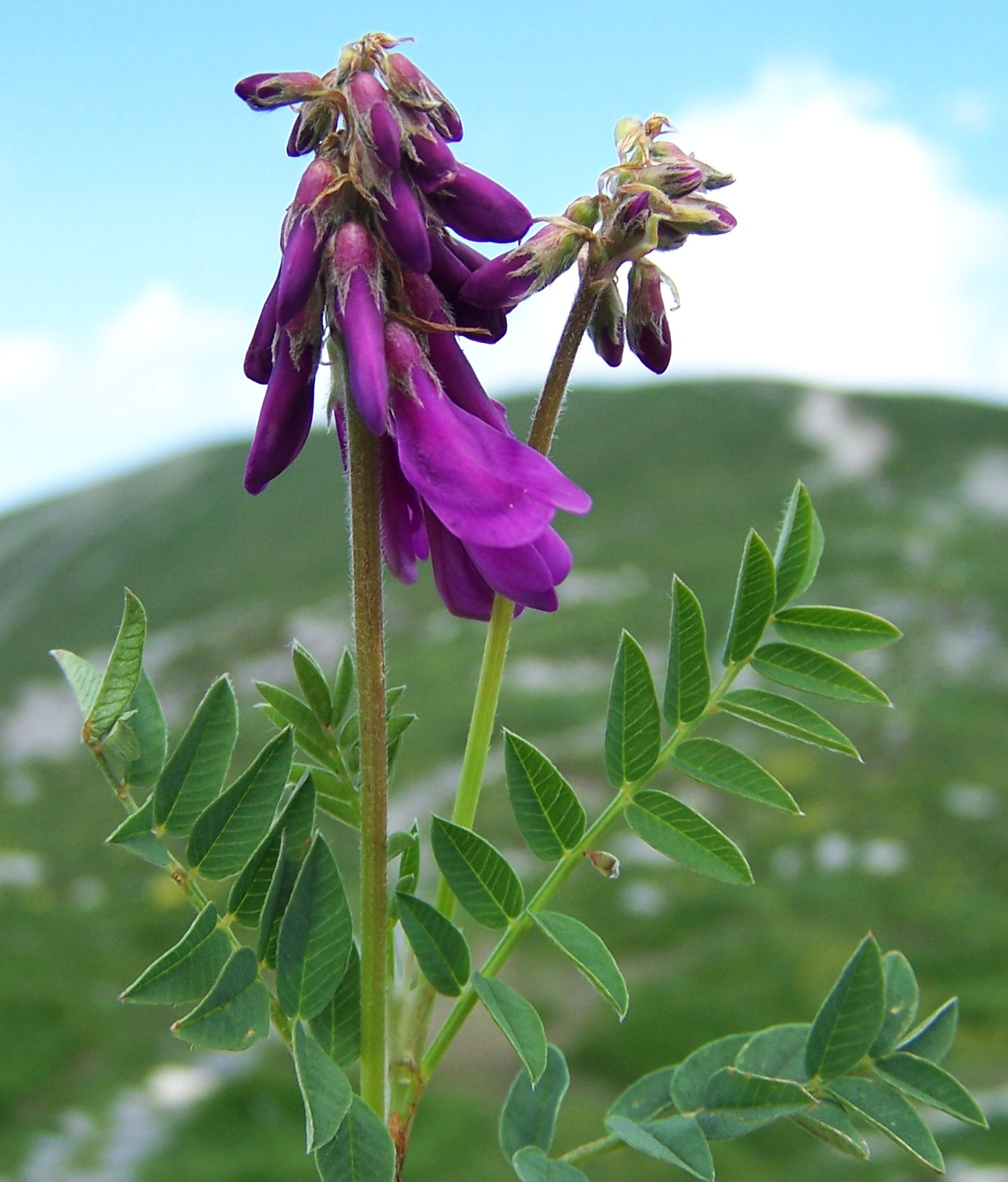
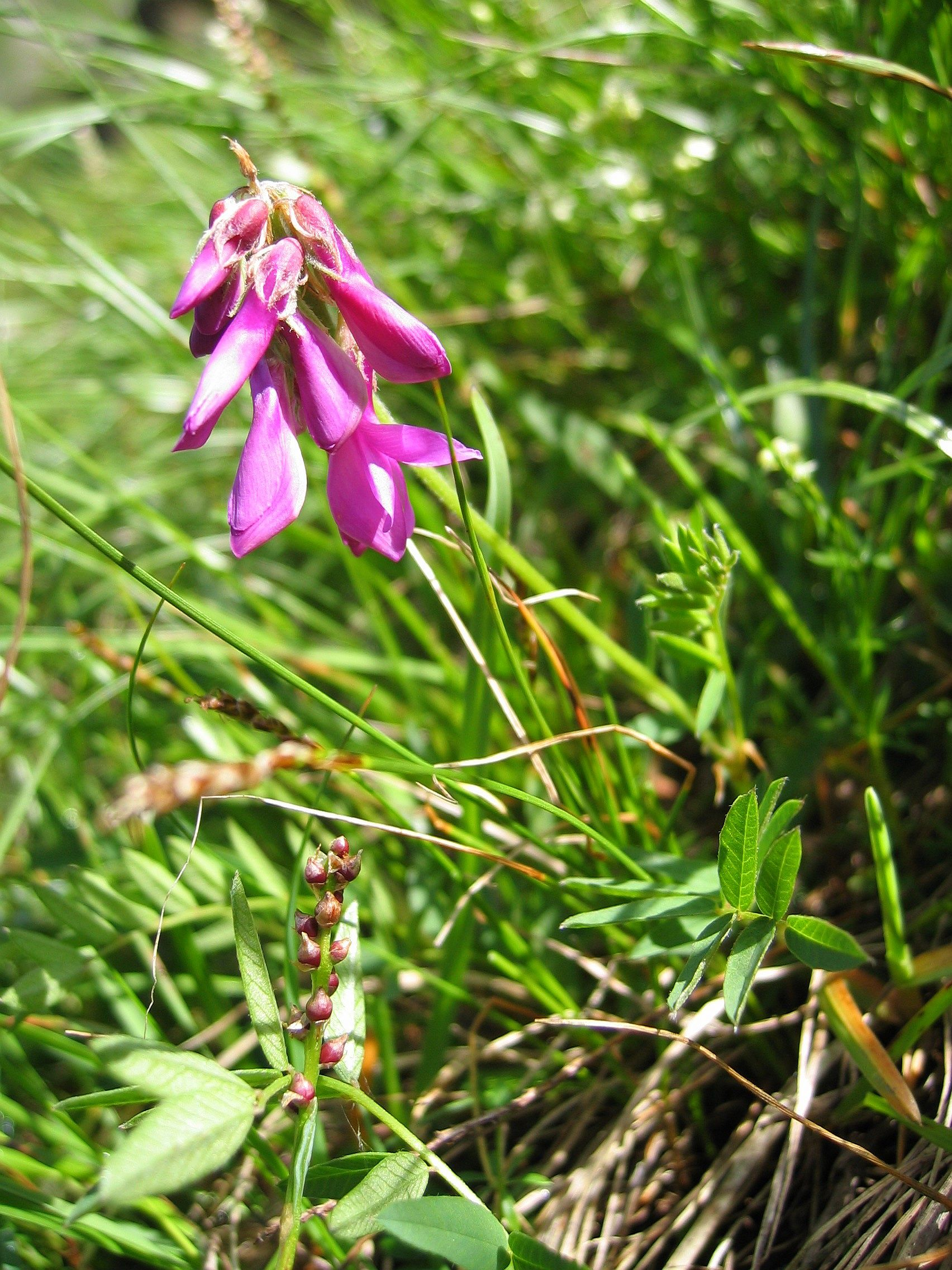
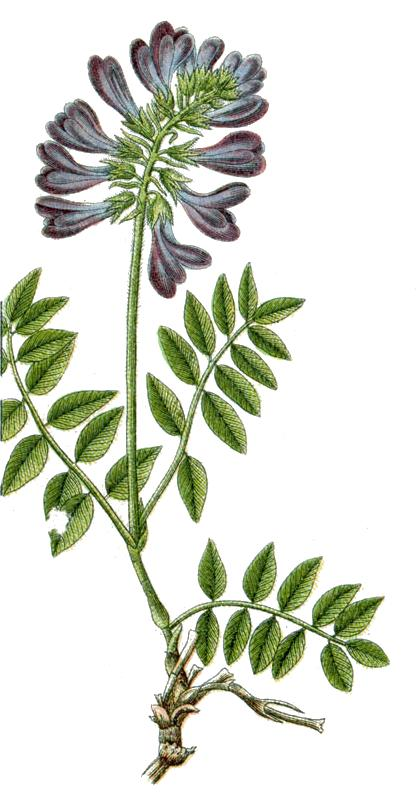
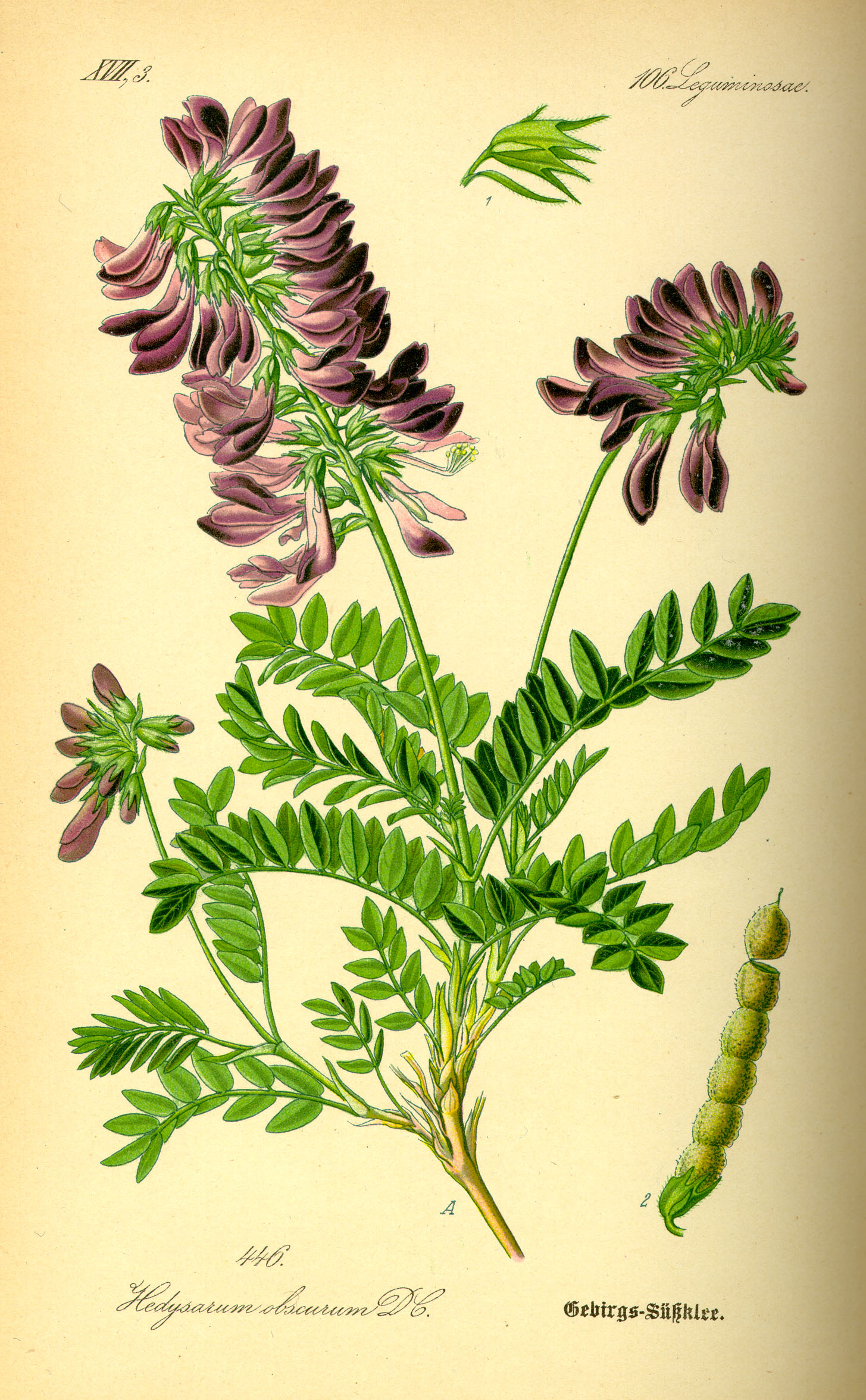
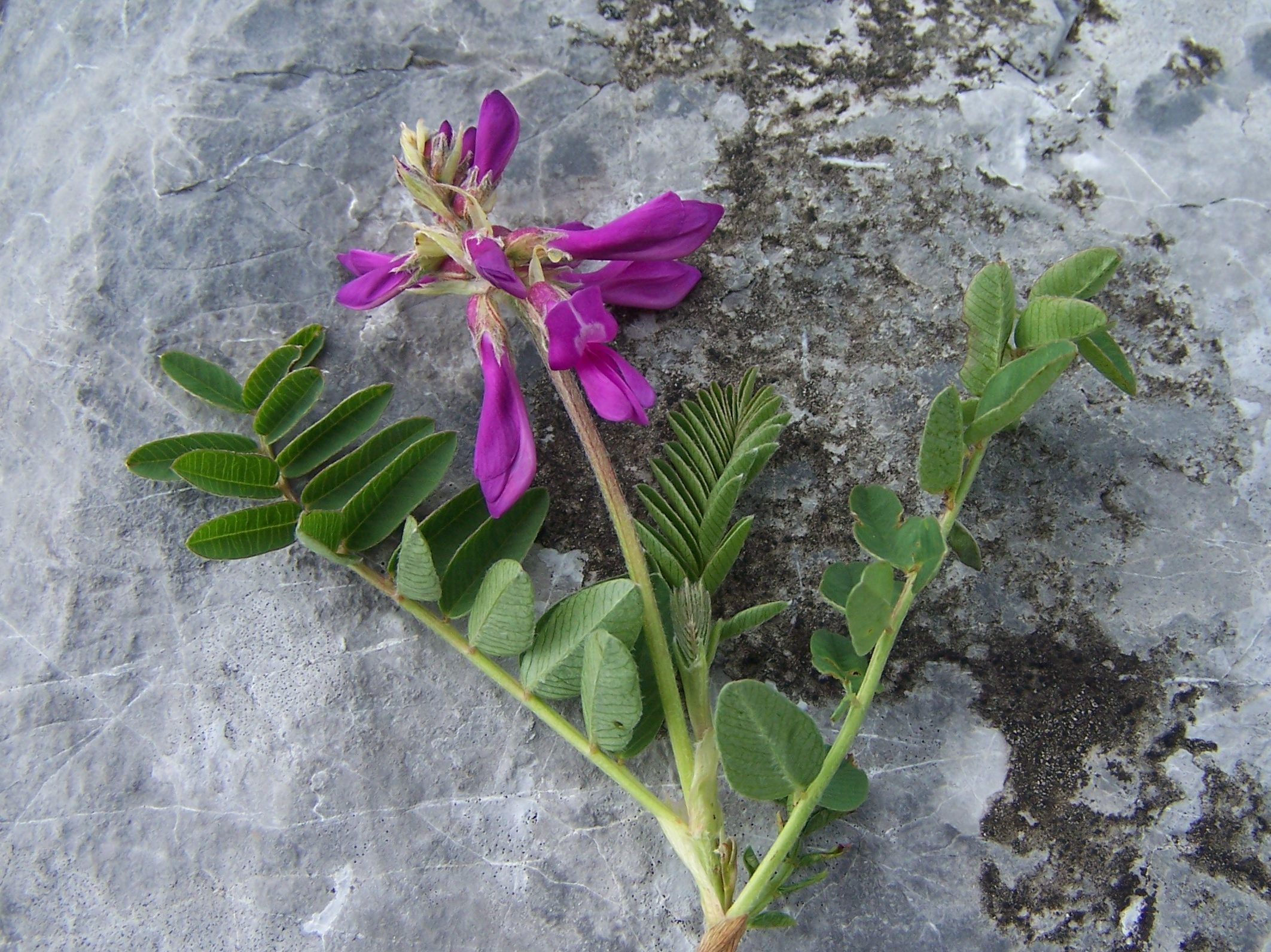
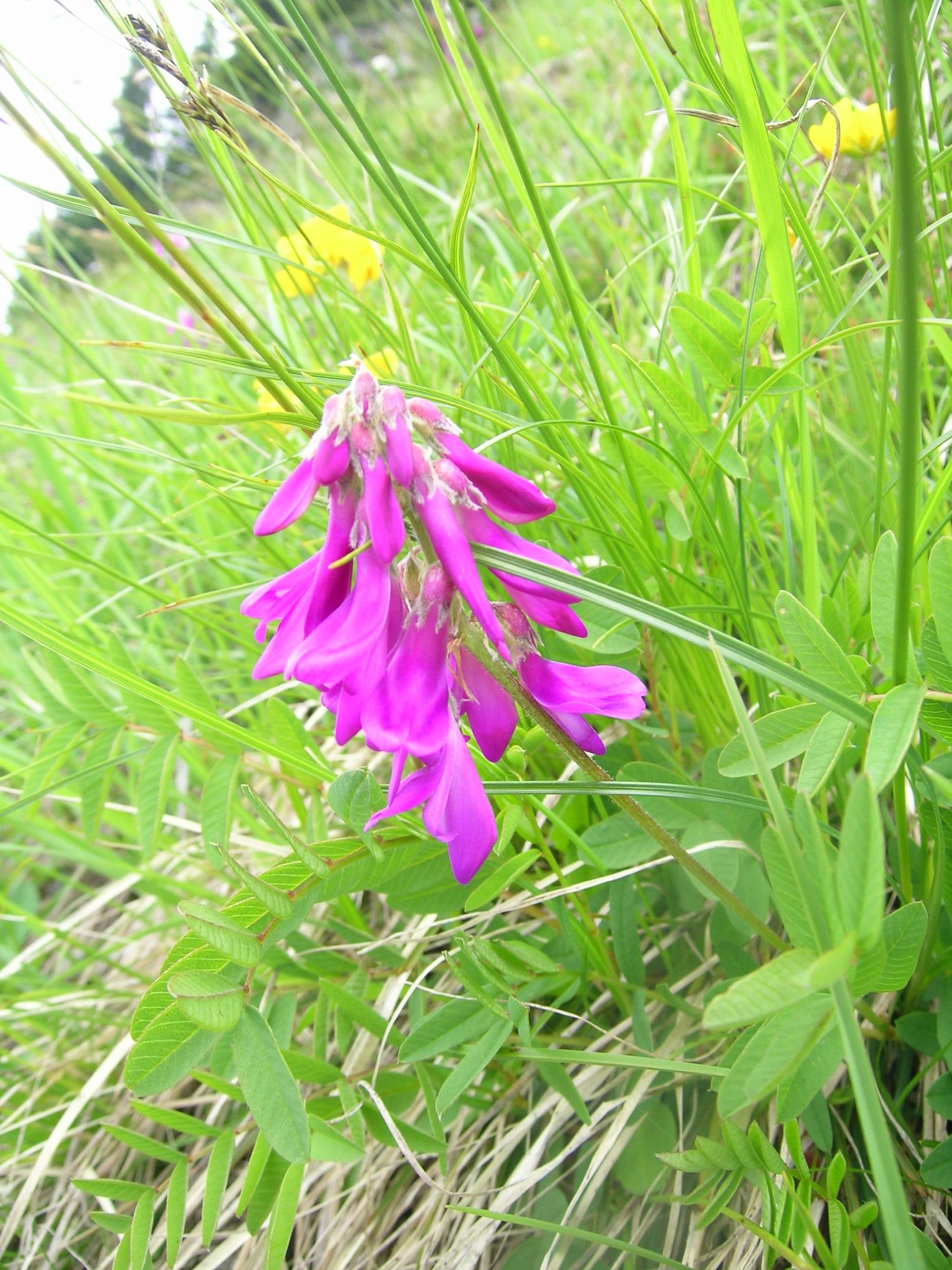